# Кириченко, Василий Петрович
Васи́лий Петро́вич Кириче́нко (1911, Георгиевка, Туркестанский край — дата и место смерти неизвестны) — колхозник, комбайнёр, Герой Социалистического Труда (1967).

## Биография
Родился в 1911 году в крестьянской семье в селе Георгиевка (сегодня — село Коксаек Толебийского района Южно-Казахстанской области, Казахстан). В 1930 году вступил в колхоз имени Куйбышева. В 1935 году окончил курсы комбайнёров. В 1935 году был призван в Красную Армию. После возвращения из армии стал работать с 1936 года комбайнёром и бригадиром тракторной бригады в колхозе «Победа» Георгиевского района Чимкентской области.
В 1964 году Василий Кириченко на своём комбайне обработал 450 гектаров засеянного поля при плане 280 гектаров и обмолотил 5 тысяч центнеров зерна вместо запланированных 3,5 тысяч центнеров. В 1965 году он обработал 6 тысяч гектаров засеянного поля и обмолотил 10 тысяч центнеров зерна вместо плана в 4 тысяч центнеров. За эти два года он сэкономил горючего на сумму в 2,6 тысяч рублей. За этот трудовой подвиг был удостоен в 1967 году звания Героя Социалистического Труда.

## Награды
- Герой Социалистического Труда — указом Президиума Верховного Совета СССР от 19 апреля 1967 года;
- Орден Ленина (1967);
- Медаль «За доблестный труд в Великой Отечественной войне 1941—1945 гг.»;
- Медаль «За освоение целинных земель»